# بيناوخان
بلدية (ابن عجَّان أو بَنو عجَّان أو بَني عجَّان أو بِنى عجَّان) أو (نقحرة: بيناوخان) (بالإسبانية: Benaoján) هي بلدية تقع في مقاطعة مالقة التابعة لمنطقة أندلسية جنوب إسبانيا.

## الديموغرافيا
بلغ عدد سكان بلدية بن عجَّان 1.572 نسمة عام 2011 (وفقاً للمعهد الوطني الإسباني للإحصاء).
| 1.704 | 1.648 | 1.619 | 1.627 | 1.632 | 1.604 | 1.572 |